# Вишано
Вишано (итал. Visciano) је насеље у Италији у округу Напуљ, региону Кампанија.
Према процени из 2011. у насељу је живело 4550 становника. Насеље се налази на надморској висини од 337 м.

## Становништво
| 1936. | 1951. | 1961. | 1971. | 1981. | 1991. | 2001. | 2011. |
| ----- | ----- | ----- | ----- | ----- | ----- | ----- | ----- |
| 2.627 | 3.134 | 3.434 | 3.877 | 4.154 | 4.424 | 4.621 | 4.550 |